# Libre consortium municipal de Trapani
Le libre consortium municipal de Trapani (en italien : libero consorzio comunale di Trapani) est une division administrative équivalente à une province italienne, en Sicile. Son chef-lieu est Trapani.

## Géographie
La province se trouve majoritairement sur l'ile de Sicile en Italie.

## Économie
La province de Trapani est la principale aire de production de l'huile extra vierge d'olive Valle del Belice.

## Tourisme
Sites touristiques : 
- Sélinonte et Cave di Cusa
- Ségeste
- Îles Égades
- Pantelleria (île)
- Erice
- San Vito Lo Capo
- Marais salants de Trapani et Paceco
- Motyé
- Musée archéologique de Marsala
- Musée Whitaker (Motyé)

## Administration

### Commissaire extraordinaire
Le libre consortium est dirigé par un commissaire extraordinaire, nommé par le président de la région sicilienne.
- Raimondo Cerami[2],[3].